# Parc du Croissant-Vert (Neuilly-sur-Marne)
Le Parc du Croissant Vert (ou Parc des 33 Hectares) est un parc de 33 hectares de verdure situé à Neuilly-sur-Marne en France. Le parc se situe en face du lac du Parc de Maison Blanche. Il est considéré comme « un espace vert majeur et structurant » de et par la commune.

## Historique
Le parc se composait de mares, de prairies, et de fragments de charmaie-chênaie. Avec son ouverture croissante au public, l'espace s'est anthropisé.

## Activités
Il est possible de pratiquer certains sports dans le parc (vélo, courses...), qui comporte aussi une butte de jeux, un terrain d'aventure pour les enfants, un mini-golf (ouvert l'été) et un cynodrome (ouvert l'été). Le parc comprend également un stade d'athlétisme, un terrain de bi-cross, un skatepark, et une mini ferme pédagogique.
Les barbecues y sont interdits depuis 2022.

## Faune
- Amphibiens ; Triton crêté triton ponctué, triton palmé, crapaud commun[3]
- Ferme pédagogique : vache/veau, chèvres, moutons, poules, oies, canards, lapins, coqs, âne[5]

## Flore
Le sol du parc est sablo-argileux.
- Sorbus latifolia (Alisier de Fontainebleau)[1],[3] ;
- Prunus serrulata (cerisiers japonais) : en 2019, afin de favoriser le hanami, le Croissant-Vert est devenu le parc contenant le plus de cerisiers japonais en France (300)[7],[8].